# Lijst van aardbevingen in 2007
De aardbevingen in 2007 hebben in totaal meer dan 700 levens gekost. De dodelijkste aardbeving was die in Peru op 15 augustus, de krachtigste was die bij Sumatra op 12 september.

## Overzicht

### Januari
- 13 – Aardbeving bij de Koerilen van 8,1 op de schaal van Richter.
- 21 – Aardbeving in de Molukse zee van 7,5 op de schaal van Richter. Er vielen 4 doden.

### Maart
- 6 – Aardbeving bij Sumatra van 6,4 op de schaal van Richter. Er vielen 67 doden.
- 25 – Aardbeving in Vanuatu van 7,1 op de schaal van Richter.

### April
- 1 – Aardbeving bij de Salomonseilanden van 8,1 op de schaal van Richter. Er vielen 52 doden.

### Augustus
- 1 – Aardbeving in Vanuatu van 7,2 op de schaal van Richter.
- 8 – Aardbeving bij Java van 7,5 op de schaal van Richter.
- 15 – Aardbeving in Peru van 8,0 op de schaal van Richter. Er vielen 519 doden.

### September
- 2 – Aardbeving bij de Santa Cruzeilanden van 7,2 op de schaal van Richter.
- 12 – Aardbeving bij Sumatra van 8,5 op de schaal van Richter. Er vielen 25 doden.
- 28 – Aardbeving bij de Marianen van 7,5 op de schaal van Richter.
- 30 – Aardbeving bij de Aucklandeilanden van 7,4 op de schaal van Richter.

### Oktober
- 31 – Aardbeving bij de Marianen van 7,2 op de schaal van Richter.

### November
- 14 – Aardbeving bij Antofagasta in Chili van 7,7 op de schaal van Richter. Er vielen 2 doden.
- 29 – Aardbeving bij Martinique van 7,4 op de schaal van Richter.

### December
- 1 – Aardbeving op Sumatra van 6,3 op de schaal van Richter.
- 9 – Aardbeving ten zuiden van Fiji van 7,8 op de schaal van Richter.
- 19 – Aardbeving bij de Aleoeten van 7,1 op de schaal van Richter.

1950 ·
1951 ·
1952 ·
1953 ·
1954 ·
1955 ·
1956 ·
1957 ·
1958 ·
1959 ·
1960 ·
1961 ·
1962 ·
1963 ·
1964 ·
1965 ·
1966 ·
1967 ·
1968 ·
1969 ·
1970 ·
1971 ·
1972 ·
1973 ·
1974 ·
1975 ·
1976 ·
1977 ·
1978 ·
1979 ·
1980 ·
1981 ·
1982 ·
1983 ·
1984 ·
1985 ·
1986 ·
1987 ·
1988 ·
1989 ·
1990 ·
1991 ·
1992 ·
1993 ·
1994 ·
1995 ·
1996 ·
1997 ·
1998 ·
1999 ·
2000 ·
2001 ·
2002 ·
2003 ·
2004 ·
2005 ·
2006 ·
2007 ·
2008 ·
2009 ·
2010 ·
2011 ·
2012 ·
2013